# Elecciones municipales de Perú de 1963
Las elecciones municipales de Perú de 1963 se llevaron a cabo el 15 de diciembre de 1963 en todo el Perú, para elegir a los alcaldes provinciales y distritales para el período 1964-1966. Fueron convocadas por el presidente Fernando Belaúnde Terry a través de la Ley N° 14669 (24 de septiembre de 1963). Por primera vez en la historia del Perú, las autoridades locales fueron elegidas por voto universal alfabeto y directo.
Los comicios se vieron marcados por la polarización política entre la oficialista Alianza Acción Popular–Democracia Cristiana y la opositora Coalición Partido Aprista Peruano–Unión Nacional Odriísta. La Alianza revalidó su victoria en las elecciones generales ocurridas ese mismo año y se mantuvo como la fuerza más votada a nivel nacional, obtuvo la victoria en Lima y en la mayoría de provincias del país.

## Sistema electoral
El 24 de septiembre de 1963, el presidente Fernando Belaúnde Terry promulgó la Ley N° 14669, instrumento mediante el cual convocó a elecciones municipales en el Perú por primera vez en 41 años, tras su supresión durante el oncenio de Leguía.
Las municipalidades provinciales y distritales constituyen el órgano administrativo y de gobierno de las provincias y los distritos del Perú. Están compuestas por el concejo municipal (provincial y distrital). La votación se realiza en base al sufragio universal alfabeto, que comprende a todos los ciudadanos nacionales mayores de veintiún años que sepan leer y escribir, empadronados y residentes en la provincia o el distrito y en pleno goce de sus derechos políticos.
Los concejos municipales están compuestos por entre 5 y 14 concejales (excepto el de la provincia de Lima, compuesto por 39 concejales) elegidos por sufragio directo para un período de tres (3) años. La votación es por lista cerrada y bloqueada. Se asigna a cada lista los escaños según el método d'Hondt. Es elegido como alcalde el candidato que ocupe el primer lugar de la lista que haya obtenido la más alta votación.

## Partidos y líderes
A continuación se muestra una lista de los principales partidos y alianzas electorales que participaron en las elecciones:
| Candidatura | Candidatura | Partidos y alianzas                                                                                                  | Líderes               | Líderes                      | Ideología                                           |
| ----------- | ----------- | --- | --------------------- | ---------------------------- | --------------------------------------------------- |
|             | AP–DC       | Lista - Alianza Acción Popular–Democracia Cristiana (AP–DC) – Acción Popular (AP) – Partido Demócrata Cristiano (DC) |                       | Fernando Belaúnde Terry      | Liberalismo Humanismo Democracia cristiana          |
|             | AP–DC       | Lista - Alianza Acción Popular–Democracia Cristiana (AP–DC) – Acción Popular (AP) – Partido Demócrata Cristiano (DC) | Héctor Cornejo Chávez |                              | Liberalismo Humanismo Democracia cristiana          |
|             | APRA–UNO    | Lista - Coalición APRA-UNO (APRA–UNO) – Partido Aprista Peruano (APRA) – Unión Nacional Odriísta (UNO)               |                       | Víctor Raúl Haya de la Torre | Aprismo Conservadurismo social Populismo de derecha |
|             | APRA–UNO    | Lista - Coalición APRA-UNO (APRA–UNO) – Partido Aprista Peruano (APRA) – Unión Nacional Odriísta (UNO)               | Manuel Odría Amoretti |                              | Aprismo Conservadurismo social Populismo de derecha |

## Elecciones provinciales

### Sumario general
| Partidos y coaliciones | Partidos y coaliciones                                                 | Voto popular | Voto popular | Voto popular | Alcaldías | Alcaldías |
| Partidos y coaliciones | Partidos y coaliciones                                                 | Votos        | %            | ±pp          | Total     | +/−       |
| ---------------------- | ---------------------------------------------------------------------- | ------------ | ------------ | ------------ | --------- | --------- |
|                        | Alianza Acción Popular – Democracia Cristiana (AP–DC)                  | 747,628      | 46.55        | n/a          | 75        | n/a       |
|                        | Coalición Partido Aprista Peruano – Unión Nacional Odriísta (APRA–UNO) | 711,628      | 44.31        | n/a          | 64        | n/a       |
|                        | Independientes                                                         | 146,654      | 9.13         | n/a          | 8         | n/a       |
|                        |                                                                        |              |              |              |           |           |
| Total                  | Total                                                                  | 1,605,910    |              |              | 147       | n/a       |
|                        |                                                                        |              |              |              |           |           |
| Votos válidos          | Votos válidos                                                          | 1,605,910    | 87.59        | n/a          |           |           |
| Votos en blanco        | Votos en blanco                                                        | 102,421      | 5.59         | n/a          |           |           |
| Votos nulos            | Votos nulos                                                            | 125,027      | 6.82         | n/a          |           |           |
| Votos emitidos         | Votos emitidos                                                         | 1,833,358    | 87.06        | n/a          |           |           |
| Abstenciones           | Abstenciones                                                           | 272,539      | 12.94        | n/a          |           |           |
| Votantes registrados   | Votantes registrados                                                   | 2,105,897    |              |              |           |           |
|                        |                                                                        |              |              |              |           |           |
| Fuente:                |                                                                        |              |              |              |           |           |

### Resultados por provincia
La siguiente tabla enumera el control de las provincias donde se ubican las capitales de cada departamento, así como en aquellas con un número de electores por encima o alrededor de 15.000.
| Provincia      | Electores | Alcalde(sa) electo(a)      | Partido político | Partido político         |
| -------------- | --------- | -------------------------- | ---------------- | ------------------------ |
| Lima           | 625 143   | Luis Bedoya Reyes          |                  | Alianza AP-DC            |
| Callao         | 85 816    | Oswaldo Winstanley Heredia |                  | Alianza AP-DC            |
| Arequipa       | 73 884    | Ulrich Neisser Riess       |                  | Alianza AP-DC            |
| Trujillo       | 66 415    | Guillermo Larco Cox        |                  | Coalición APRA-UNO       |
| Chancay        | 58 118    | Ernesto Ausejo Pintado     |                  | Lista Independiente N° 9 |
| Chiclayo       | 53 215    | Jorge Gómez Sánchez García |                  | Coalición APRA-UNO       |
| Huancayo       | 42 067    | Fernando Calmell del Solar |                  | Alianza AP-DC            |
| Piura          | 35 186    | Oscar Román Baluarte       |                  | Alianza AP-DC            |
| Ica            | 34 519    | José Oliva Razzeto         |                  | Coalición APRA-UNO       |
| Santa          | 32 312    | Guillermo Valcázar Rioja   |                  | Coalición APRA-UNO       |
| Maynas         | 25 040    | Luis Arana Zumaeta         |                  | Alianza AP-DC            |
| Cusco          | 24 383    | Alfredo Díaz Quintanilla   |                  | Alianza AP-DC            |
| Jauja          | 23 149    | Heráclites Balvín Huamán   |                  | Alianza AP-DC            |
| Cañete         | 22 400    | Víctor Sánchez Calagua     |                  | Alianza AP-DC            |
| Tarma          | 21 493    | Pedro Baldeón Pantoja      |                  | Coalición APRA-UNO       |
| Chincha        | 20 449    | Luis Falcone Salazar       |                  | Alianza AP-DC            |
| Pacasmayo      | 20 203    | José Purizaga Aznarán      |                  | Coalición APRA-UNO       |
| Sullana        | 19 768    | Gustavo Moya Espinoza      |                  | Alianza AP-DC            |
| Talara         | 18 705    | Luis Núñez Taimán          |                  | Coalición APRA-UNO       |
| Lambayeque     | 17 916    | Pedro Vílchez Buendía      |                  | Coalición APRA-UNO       |
| Cajamarca      | 17 303    | Miguel Jave Rodríguez      |                  | Coalición APRA-UNO       |
| Huarochirí     | 15 349    | Antonio León Aliaga        |                  | Coalición APRA-UNO       |
| Tacna          | 15 062    | Armando Fuster Rossi       |                  | Alianza AP-DC            |
| Puno           | 14 256    | Remigio Cabala Pinazo      |                  | Alianza AP-DC            |
| Pasco          | 14 159    | Fernando Ramos Carreño     |                  | Coalición APRA-UNO       |
| Huaraz         | 10 662    | Moisés Castillo Villanueva |                  | Alianza AP-DC            |
| Huánuco        | 10 265    | Roque Gonzáles Ruiz        |                  | Alianza AP-DC            |
| Tumbes         | 9 960     | Guillermo Merino Horna     |                  | Coalición APRA-UNO       |
| Mariscal Nieto | 8 837     | Augusto Vizcarra Chocano   |                  | Alianza AP-DC            |
| Huamanga       | 7 520     | Francisco Vidal Fernández  |                  | Alianza AP-DC            |
| Huancavelica   | 7 310     | Rodolfo Alarco Merino      |                  | Alianza AP-DC            |
| Chachapoyas    | 6 127     | Gilberto Feijóo Hurtado    |                  | Alianza AP-DC            |
| Abancay        | 3 954     | Víctor Miranda Valenzuela  |                  | Coalición APRA-UNO       |
| Moyobamba      | 3 697     | Julio Hoyos Vásquez        |                  | Coalición APRA-UNO       |
| Tambopata      | 2 149     | Sin información disponible |                  | Coalición APRA-UNO       |